# فرد بوتشر
فرد بوتشر (بالإنجليزية: Fred Butcher)‏ (14 أغسطس 1913 في المملكة المتحدة - 1 مايو 1996) هو لاعب كرة قدم بريطاني (وحمل سابقاً جنسية المملكة المتحدة لبريطانيا العظمى وأيرلندا) في مركز الظهير. لعب مع أستون فيلا وسويندون تاون ونادي بلاكبول.